# Collectief ondeugend
Collectief Ondeugend is een tegenculturele volksbeweging die op 1 mei 2021 werd opgericht in Utrecht. De beweging is een heropleving van collectiviteit en anti-kapitalisme dat vooral zichtbaar wordt door het op ludieke wijze provoceren van de gevestigde orde.

## Naam
De naam Collectief Ondeugend is een woordspeling gebaseerd op een homoniem: woorden die hetzelfde klinken en geschreven worden maar verschillende betekenissen hebben. De beweging gebruikt van het woord 'collectief', aan de ene kant als synoniem van aanduiding van een 'groep', dat wil zeggen 'groep ondeugend'. Aan de andere kant wordt het woord gebruikt als synoniem van 'gezamenlijk', dat wil zeggen 'gezamenlijk ondeugend'.

## Doel en activiteiten
Het doel van de beweging is naar eigen zeggen het creëren van een collectieve vrijstaat. Met simpele provocaties en collectieve acties lokt de beweging maatschappelijke verandering uit met betrekking tot individualisering,consumentisme, kapitalisme, ecologie, afbraak van autoriteit en democratisering.
Een voorbeeld van provocerende actie tegen het consumentisme is het plaatsen van neppe 80%-korting stickers op etalages om winkelend publiek te verwarren, met leuzen als ‘Jam jam jam, lekker kopen’. Een ander voorbeeld is het neerzetten van een provocatief standbeeld op het plein de Roode Steen in Hoorn tegenover het standbeeld van J.P. Coen. In november 2021 plaatste de beweging een beeld van Maria Catherina Swanenburg. Zij vergiftigde in de 19e eeuw in zes jaar tijd zo’n 65 buurtgenoten, van wie er 23 de dood vonden. Ze was daarbij uit op de erfenis of verzekeringsfondsen. De redenering van het collectief is dat Mie en Coen goed bij elkaar en bij de tijd passen. De beweging vergelijkt J.P. Coen en Maria daarbij in relatie tot de kapitalistische maatschappij: ‘Je mag alles veroveren of omleggen - zolang als er geld aan wordt verdiend’.
In mei 2023 was Collectief Ondeugend betrokken bij een demonstratie tegen de geplande verbreding van de A27 snelweg bij het kantoor van Rijkswaterstaat in Utrecht. Samen met de actiegroepen Extinction Rebellion en Amelisweerd Niet Geasfalteerd eisten de demonstranten dat Rijkswaterstaat de plannen voor de verbreding zou stopzetten en zou erkennen dat er betere alternatieven zijn. Tijdens de demonstratie voerden de activisten actie met spandoeken en kerstbomen, die symbool stonden voor de bomen in Amelisweerd die mogelijk gekapt zouden moeten worden voor de verbreding van de A27.